# Hohe Schneide
Hohe Schneide (italsky Monte Cristallo), je hora o nadmořské výšce 3434 m n. m. nalézající se v horské skupině Ortles, známá především díky svému významu v horské válce v letech 1915-1918 (viz kapitola Historie).

## Poloha a okolí
Hohe Schneide se nachází v italské provincii Sondrio asi 3,5 km jižně od Stilfser Joch v hlavním hřebeni horské skupiny Ortles. Tento hřeben, který se táhne ve směru západ-východ, zde tvoří hranici mezi obcemi Bormio na severu a Valfurva na jihu. 250 metrů vysoká zaledněná severní strana hory leží nad ledovcovými kotlinami Vedretta del Cristallo a Vedretta dei Vitelli, z nichž některé jsou v provozu jako letní lyžařské areály. Jižní strana spadá jako strmá skalní stěna do údolí Valle di Zebrù. Na západě leží Passo di Ables (3012 m), na východě hřeben pokračuje k Passo di Sasso Rotondo (3335 m) a vrcholu Kristallspitzen (Cime di Campo, 3480 m) a na severozápadě se nachází vrchol Geisterspitze (Punta degli Spiriti, 3467 m). Hora je součástí národního parku Stilfserjoch.

## Podpůrné body a trasy
Nejdůležitější základnou pro výstup na Hohe Schneide je chata Rifugio Monte Livrio ve výšce 3174 m severně od hory. Odtud se na vrchol dostanete asi za dvě hodiny po východním hřebeni, který je klasifikován jako technicky nenáročná vysokohorská túra. Cesta jižní stěnou z údolí Valle di Zebrù je obtížnější, obtížnost II (UIAA). Jihozápadní hřeben má obtížnost I. Dostanete se k němu jak z chaty Livrio, tak z jihu přes Passo di Ables, kde je k dispozici bivakovací přístřešek Bivacco Provolino. Severní stěna je firnová a ledová cesta se strmostí asi 55°: dalšími výstupy ze severu jsou neméně obtížná cesta Diagonal ve východní části, Direct North Face a Northwest Face.

## Historie
Na Hohe Schneide poprvé vystoupil 26. srpna 1872 Dr. Oster se svým průvodcem J. Mazaggem východním hřebenem. Příležitostně jsou zmiňovány i dřívější výstupy, například Francise Foxe Tucketta a jeho společníků 1. srpna 1872. srpna 1864 nebo Julius Payer a Johann Pinggera 28. září 1866, které však ve skutečnosti odkazují na nedaleké Kristallspitzen, kterým se v té době také někdy říkalo "Monte Cristallo" nebo "Cristallospitzen".
Jinak však kromě otevření jihozápadního hřebene (v roce 1872 ve dvou variantách P. Pogliaghiho a Ludwiga Purtschellera) neměla hora dlouho žádný význam.

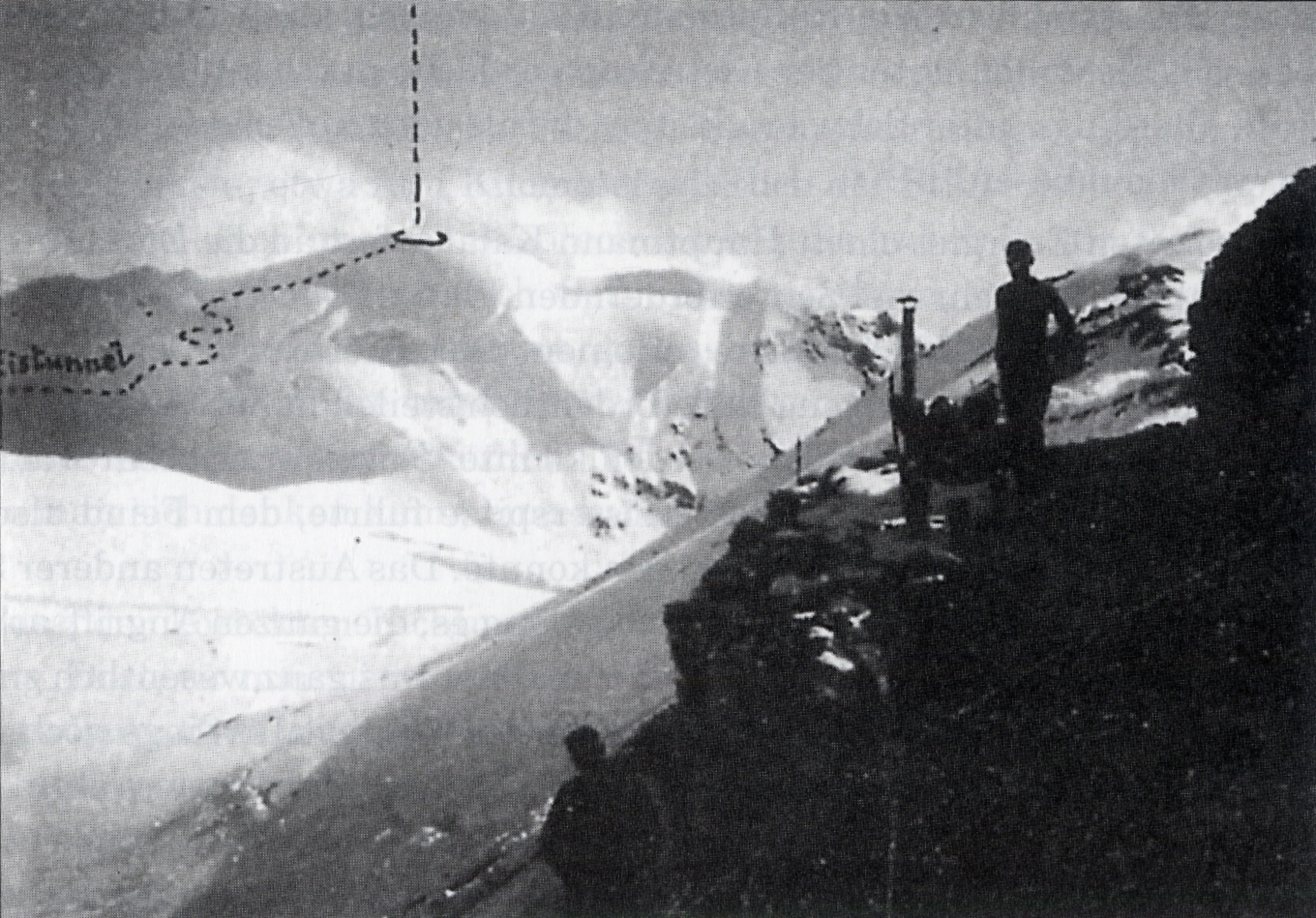
Přibližný průběh útočného tunelu za první světové války

Během první světové války se Ortlerské Alpy staly frontovou oblastí. Rakousko-uherská armáda obsadila většinu Kristallkammu, Monte Scorluzzo, Geisterspitze a Große Naglerspitze. Na rozdíl od strategicky významnějších vrcholů, jako je Ortler, však Hohe Schneide zůstával kvůli nedostatku personálu dlouho neobsazený a maximálně ho čas od času navštívily hlídky. V říjnu 1916 obsadili Italové Hohe Schneide a ostřelovali odtud rakouské pozice. Protože se zdálo, že útok na vrchol ledovou severní stěnou je beznadějný, rozhodla se rakouská armáda zaútočit na Hohe Schneide asi dva kilometry dlouhým tunelem v ledovci. Během pěti měsíců byl za pomoci krumpáčů, vrtáků a lopat, ale z důvodu utajení bez použití výbušnin, vyražen strmý tunel v serpentinách a vlásenkových zatáčkách strmě vzhůru ledem, jehož součástí byly i dřevěné obytné baráky. Dne 17. března 1917 se s rakouským tunelem setkaly italské horské jednotky Alpini, které si na vrchol vybudovaly vlastní tunel. Následovala bitva, z níž Rakušané vyšli vítězně. Vrchol Hohe Schneide byl proto vybaven opěrnými body, muničními sklady a kasárnami. Byl vybudován nový, mělčí ledový tunel východním hřebenem na vrchol a také lanovka z Große Naglerspitze na Hohe Schneide. Jihozápadní hřeben zůstal v rukou Itálie. V roce 1918 se opět s pomocí ledového tunelu uskutečnil útok na tuto pozici z vrcholu, ale byl neúspěšný. Až do konce války zde zůstávaly pozice bojujících stran vzdáleny jen asi deset metrů. Celý systém ledových tunelů a trhlin v oblasti Hohe Schneide a přilehlých ledovců se časem rozšířil až na deset kilometrů.
Během válečného úsilí bylo také otevřeno několik nových cest na vrchol. Několik dalších výstupů, zejména severní stěnou, bylo poprvé zdoláno ve 20. a 30. letech 20. století. Kromě toho má horolezecký význam prvovýstup na lyžích přímou severní stěnou Hohe Schneide, který v roce 1970 uskutečnil Heini Holzer.

## Galerie

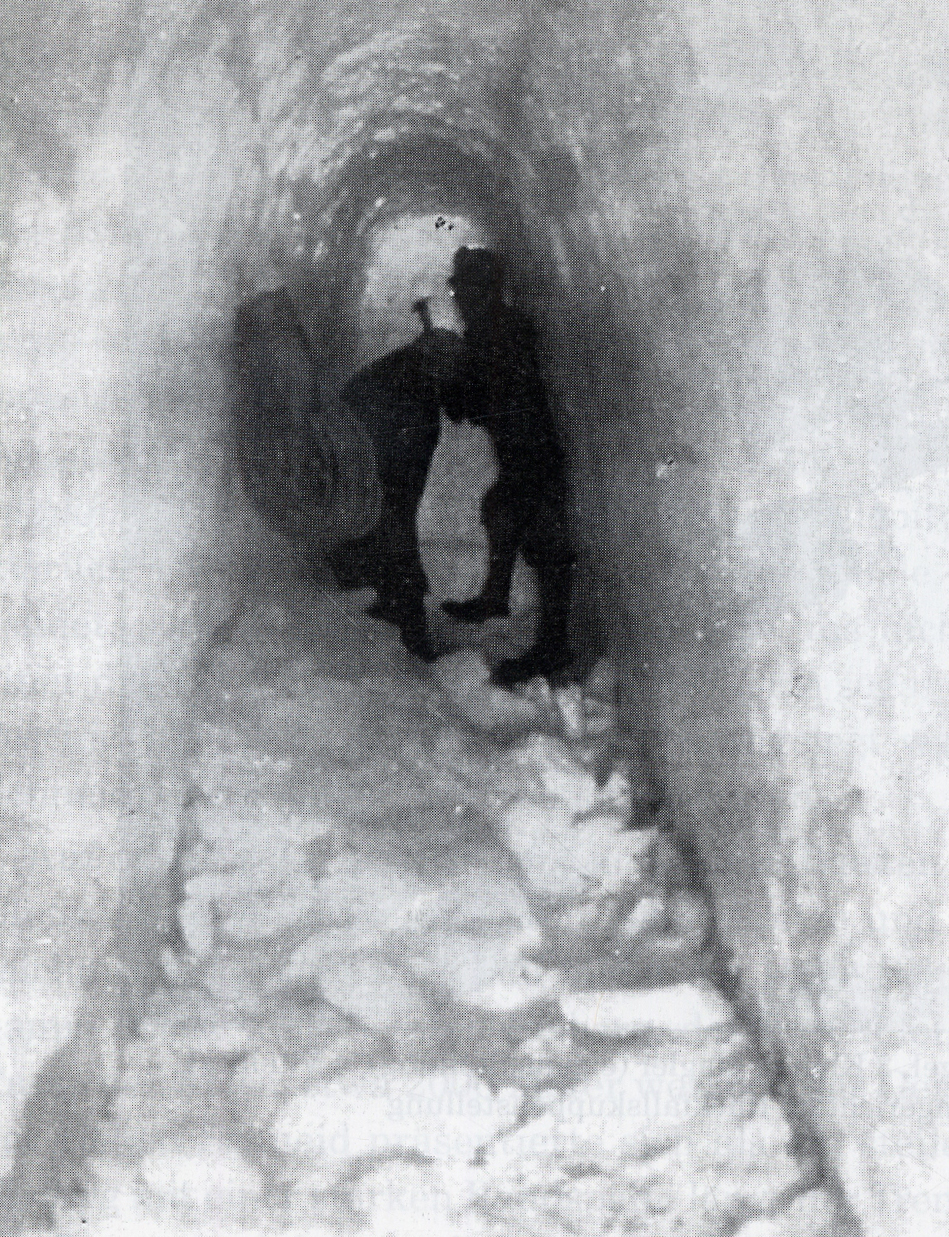
Výstavba ledového tunelu
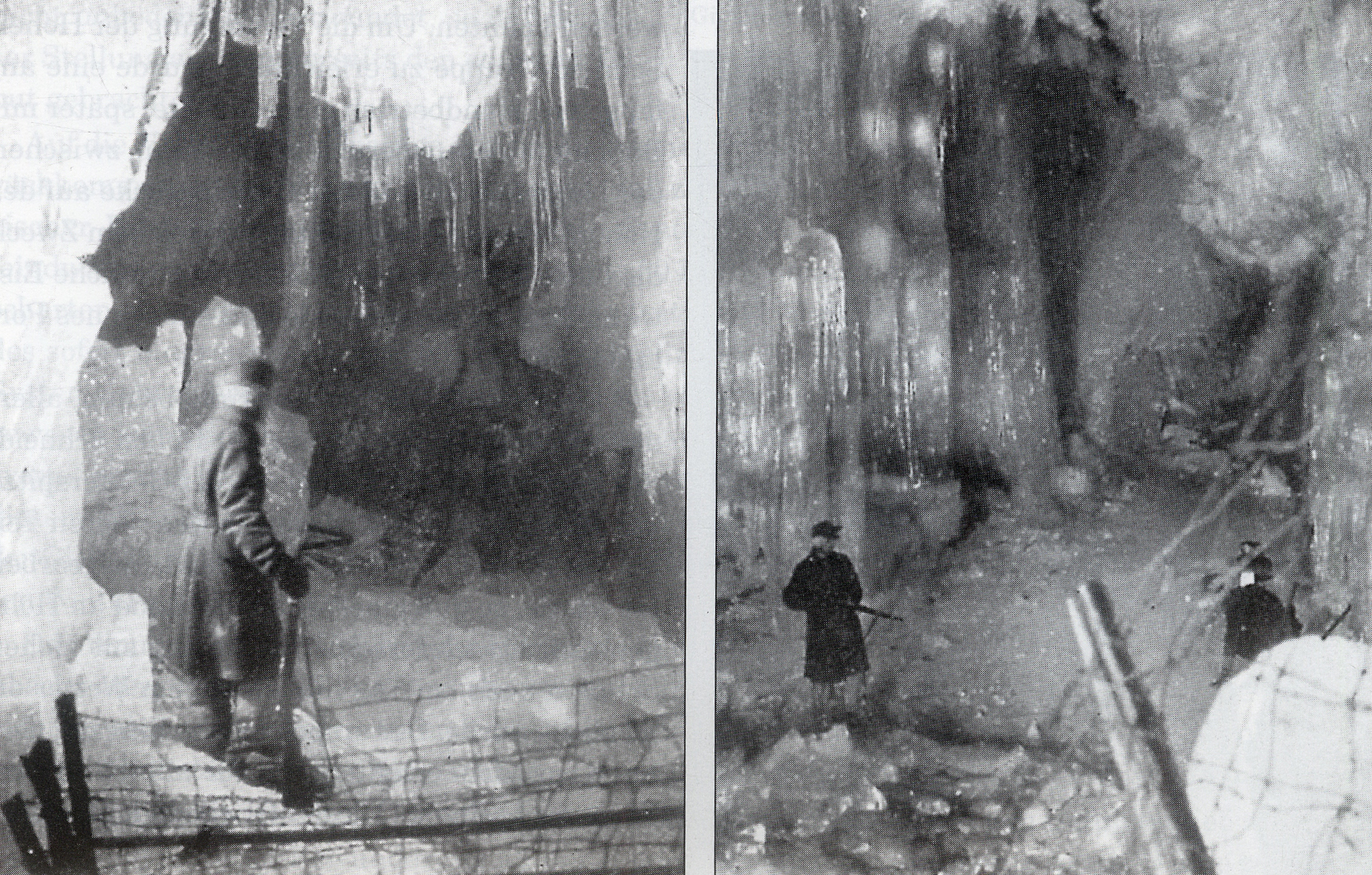
Polní hlídka v ledové jeskyni ("Wundergrotte") v tunelu
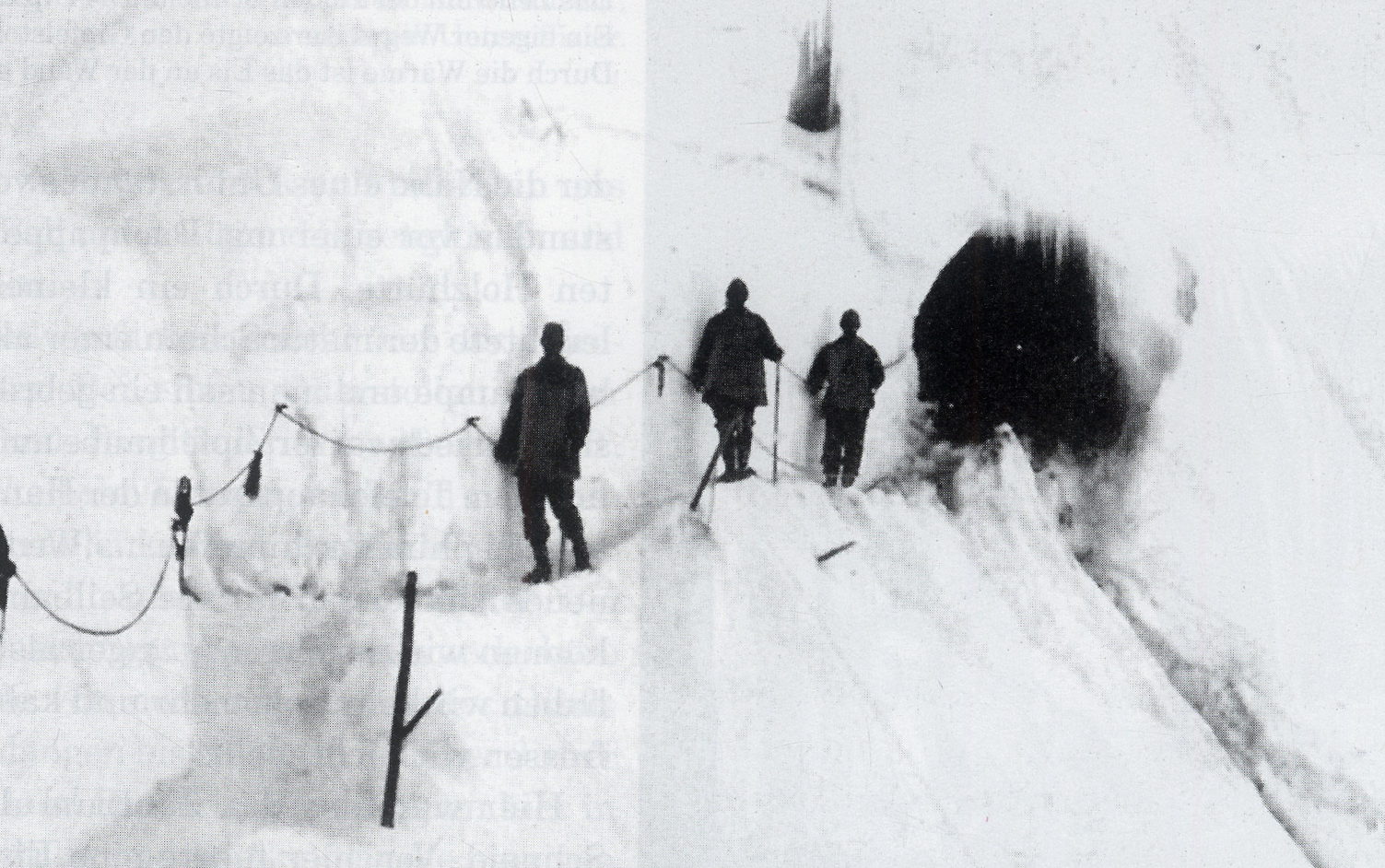
Vchod do pozdějšího ledového tunelu postaveného v roce 1917
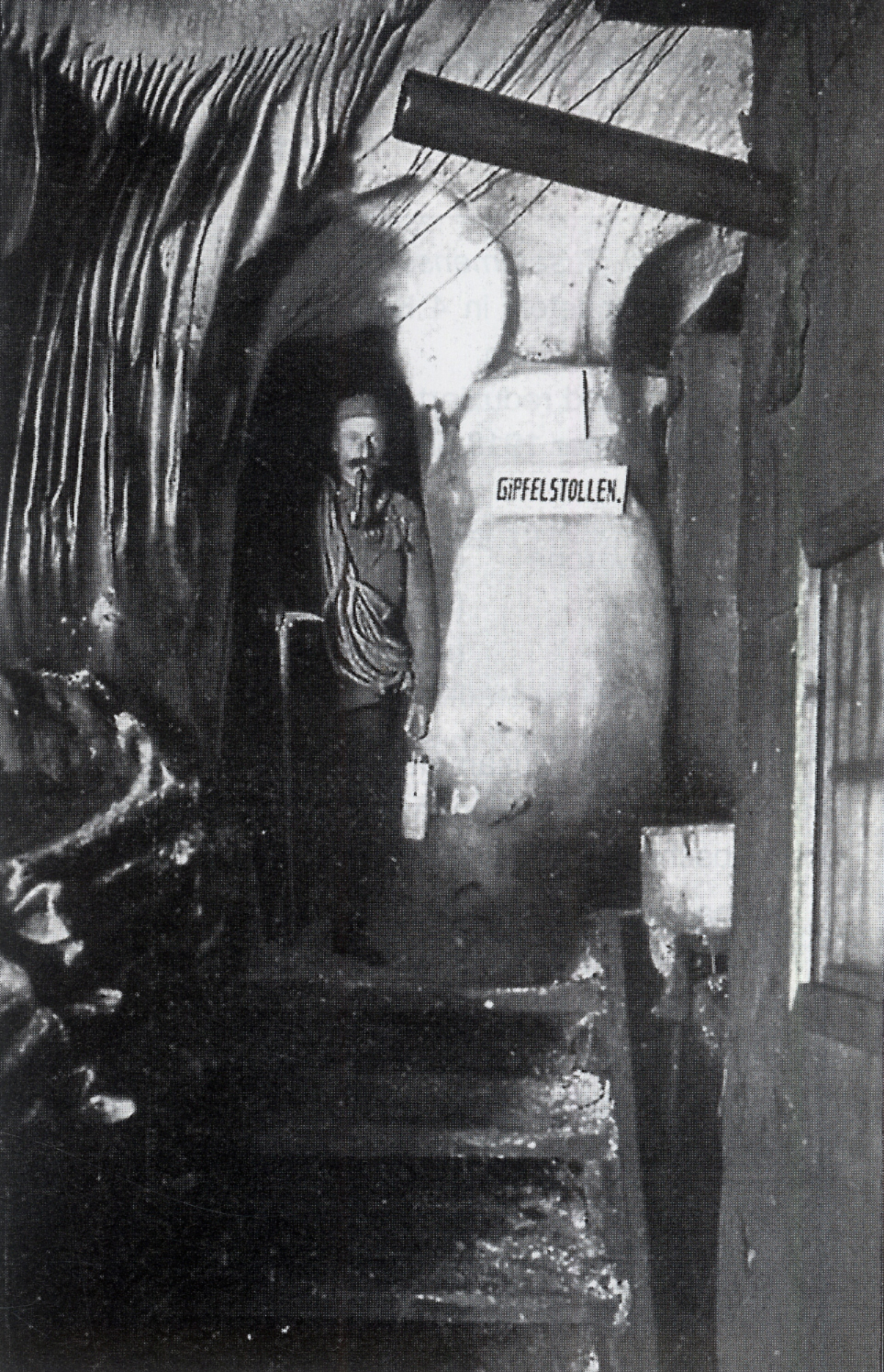
Obytné baráky zabudované do ledu pod vrcholem
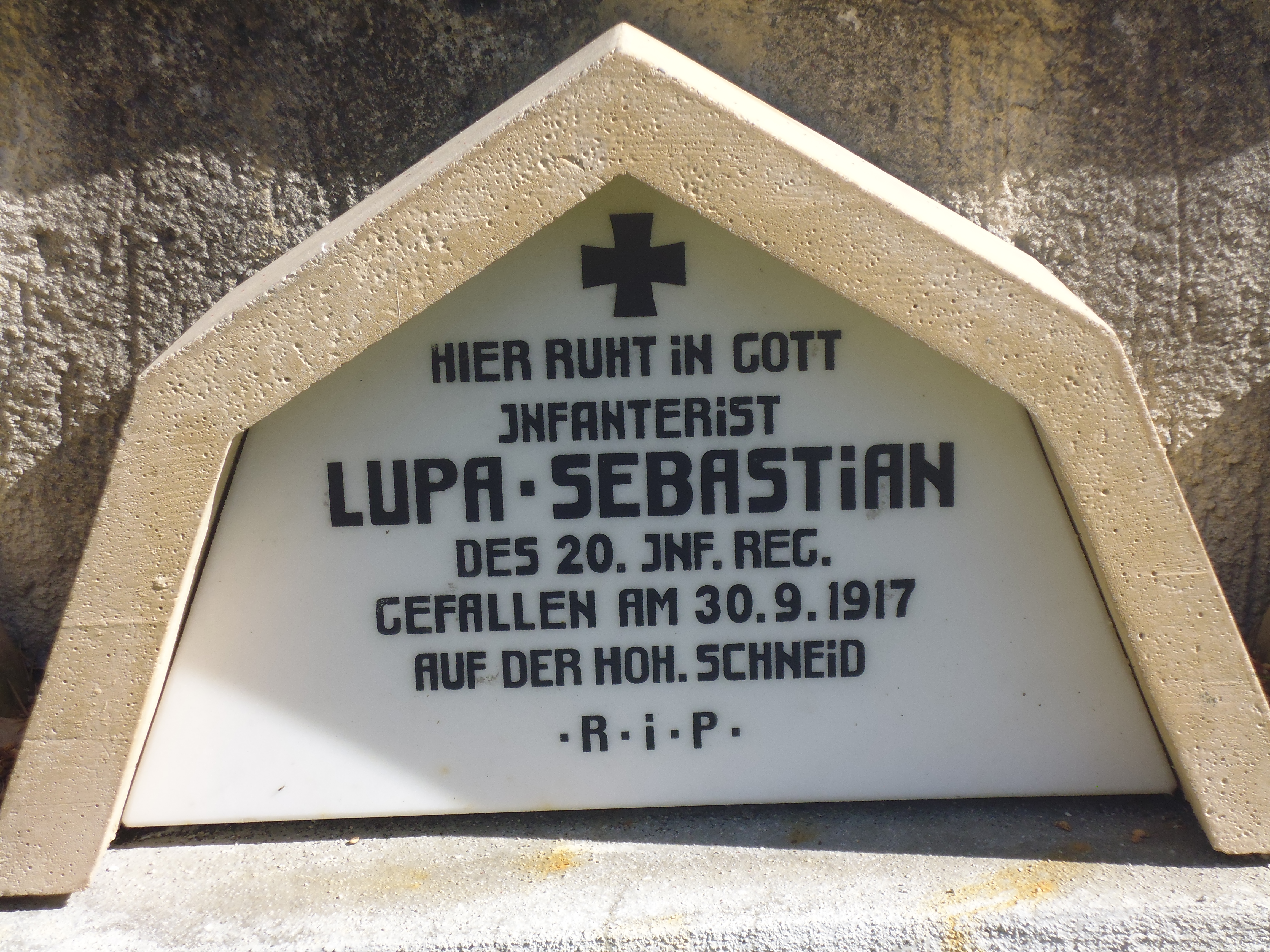
Náhrobek vojáka, který padl na Hohe Schneide, na válečném hřbitově ve Spondinigu